# Новоукраїнка (Черкаський район)
Новоукраї́нка — село в Україні, у Черкаському районі Черкаської області, підпорядковане Степанецькій сільській громаді. Населення становить 105 осіб.